# Martin Tudor
Martin Tudor (Felek, 1976. június 10. – Resicabánya, 2020. március 30.) román labdarúgó, kapus, edző.

## Pályafutása

### Játékosként
1996–97-ben a Jiul Petroșani, 1997 és 1999 között az Olimpia Satu Mare, 1999 és 2005 között a Steaua București, 2005 és 2007 között a CFR Cluj, 2007–08-ban az Universitatea Cluj labdarúgója volt. A Steauával két bajnoki címet szerzett.

### Kapusedzőként
2008 és 2010 között a Steaua București, 2010–11-ben az Universitatea Craiova kapusedzője volt. 2011-ben a román válogatottnál dolgozott. 2015 és 2017 között a szaúdi ál-Ittihád csapatánál tevékenykedett. 2017-ben hazatért és a Juventus Bucureștinél dolgozott. 2017–18-ban a CSM Reșița, 2018-ban az FC Voluntari, 2019-ben a Sportul Snagov kapusedzőjeként tevékenykedett.

## Halála
2020. március 30-án délelőtt tíz órakor szívrohamot szenvedett barátnője resicabányai lakásának konyhájában. A mentők hamar a helyszínre értek, de az életét nem sikerült megmenteni.

## Sikerei, díjai
Steaua București
- Román bajnokság
  - bajnok (2): 2000–01, 2004–05